# Sekundarschule Am Wiehen
Die Sekundarschule Am Wiehen ist eine Sekundarschule in der ostwestfälischen Stadt Minden in Nordrhein-Westfalen und die erste ihrer Art in Minden. Sie wurde 2021 gegründet.

## Geschichte
Die zum Schuljahr 2021/22 zunächst im „Haus der Bildung“ am Königswall neu gegründete Schule zog im August 2023 in einen dreigeschossigen und barrierefreien Neubau im Schulzentrum Süd im Ortsteil Häverstädt am Standort der auslaufenden Käthe-Kollwitz-Realschule. Dieser kostete die Stadt 22,8 Millionen Euro. 2022 wurde ein Förderverein gegründet.

## Standort und Architektur
Die Sekundarschule Am Wiehen wurde im neuen Schulzentrum Süd der Stadt Minden zusammen mit einer Grundschule gebaut. Die auslaufende Käthe-Kollwitz-Realschule wurde zuvor abgerissen. Architekt der neuen Schule war die Sander Hofrichter Architekten GmbH.

## Schulprofil
Wie an einer Gesamtschule lernen die Kinder von Klasse 5 bis 10 gemeinsam. Eine Differenzierung erfolgt in den Hauptfächern ab Klasse 7 bzw. 8. Ein Hauptschulabschluss kann nach Klasse 9 erlangt werden. Nach Klasse 10 ist ein erweiterter Hauptschulabschluss möglich. Die dreizügige Schule ist als Ganztagsschule konzeptioniert und kooperiert mit der gegenüberliegenden Grundschule.